# Brusio
Brusio (en llombard Brüs) és un municipi del cantó dels Grisons (Suïssa), situat al districte de Bernina.